# マユタテアカネ
マユタテアカネ（眉立茜、学名：Sympetrum eroticum eroticum (Selys, 1883)）は、トンボ科アカネ属のトンボの1種。同属のアキアカネ、ナツアカネ、ノシメトンボなどとともによく見られる。和名は本種の特徴である顔面にある眉状斑に由来する。

## 分布
ロシア、中国、台湾、朝鮮半島から日本にかけて分布する。中国南部から台湾にかけて、大型で腹部黒斑の発達する亜種オオマユタテアカネ（大眉立茜、学名：Sympetrum eroticum ardens (McLachlan, 1894) ）が分布する。
日本では北海道、本州、四国、九州にかけて、亜種（マユタテアカネ、Sympetrum eroticum eroticum ）が広く分布する。南西諸島の一部に分布し、小笠原諸島には分布しない。

## 形態
成虫はアカネ属の中ではやや小型、オスは全長31-43 mm、腹長19-28mm、後翅長22-32 mm、メスは全長30-42 mm、腹長20-29mm、後翅長22-33 mm。雌雄とも顔面の額上部には、眉班（ビハン）と呼ばれる黒色の「眉を立てたように見える」斑点が2つ並び、和名の由来となっている。この眉班の大きさには多少の個体差がある。翅胸第1側縫線に沿う黒条は細くて小さい。オスは腹部がやや弓なりに湾曲し、尾部上付属器の先端が上に反った独特の姿をしている。メスの産卵弁は幅広く、中央部が湾入する。複眼は約12,000個の個眼の集合体である。未熟期には雌雄とも体色は黄褐色をしている。成熟したオスは腹部が赤化し胸部はこげ茶色になる。メスはふつう成熟しても赤化せず体色が全体に濃くなる程度であるが、まれに腹部背面の赤化する個体が現れる。そのような個体では、腹部背面の黒斑があまり発達しないため、未熟期でも通常型と区別することができる。また、メスにはノシメトンボに似た翅の先端に褐色の斑紋がある個体（Sympetrum eroticum eroticum f. fastigiata）とない個体があり、体色は翅の褐色斑の有無と合わせて、4種類の型が存在する。

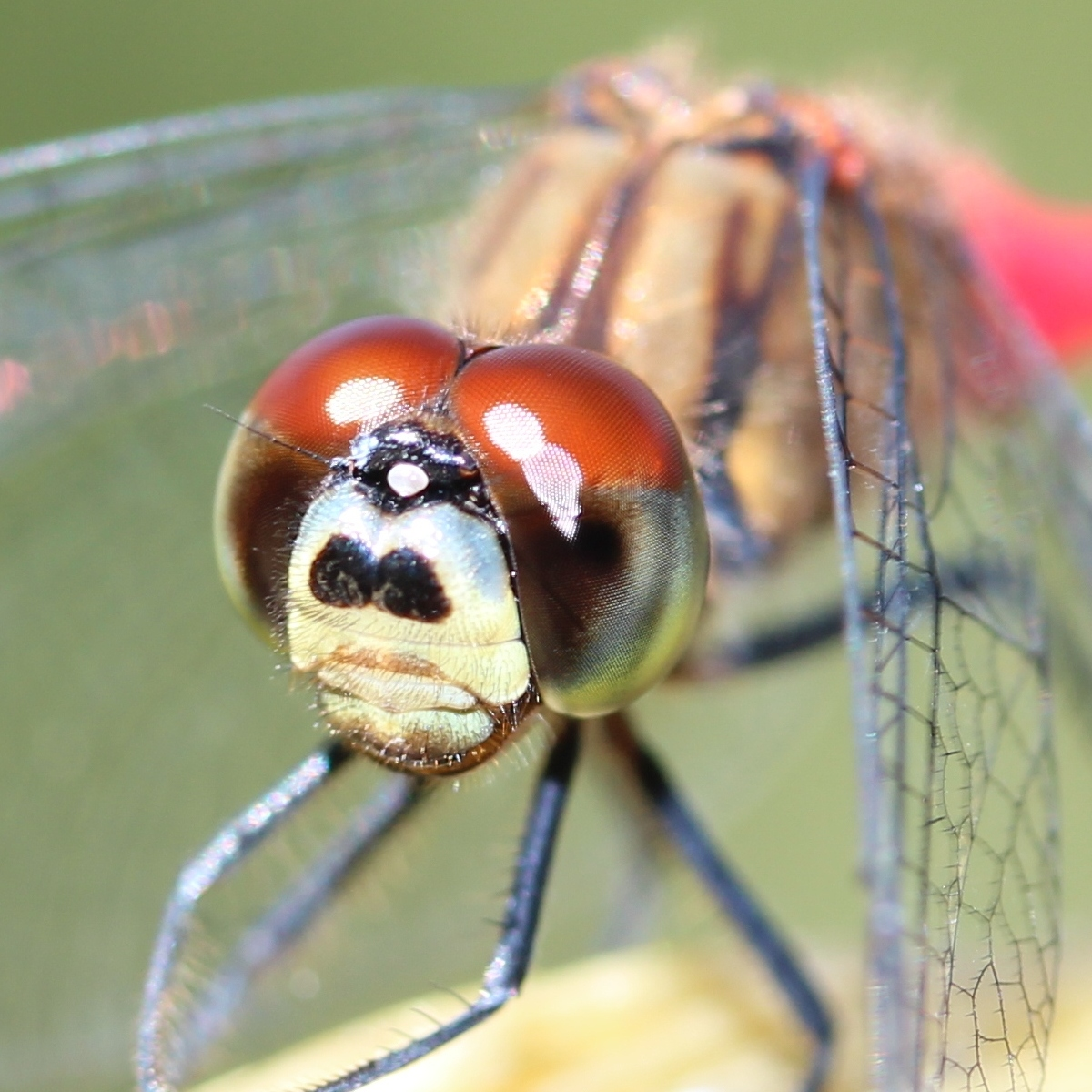
額上部に眉状の斑点が2つ並ぶ
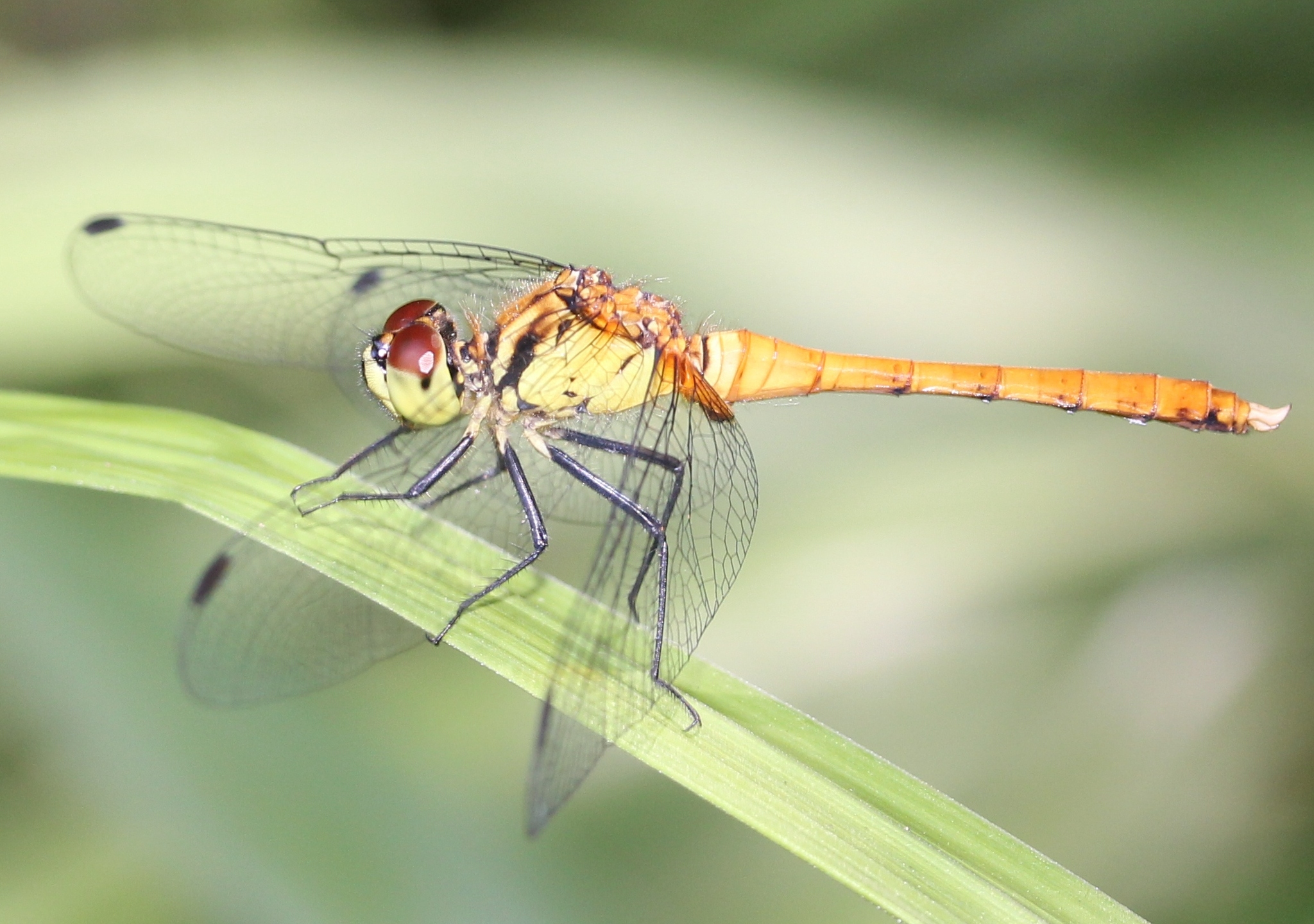
未成熟のオス
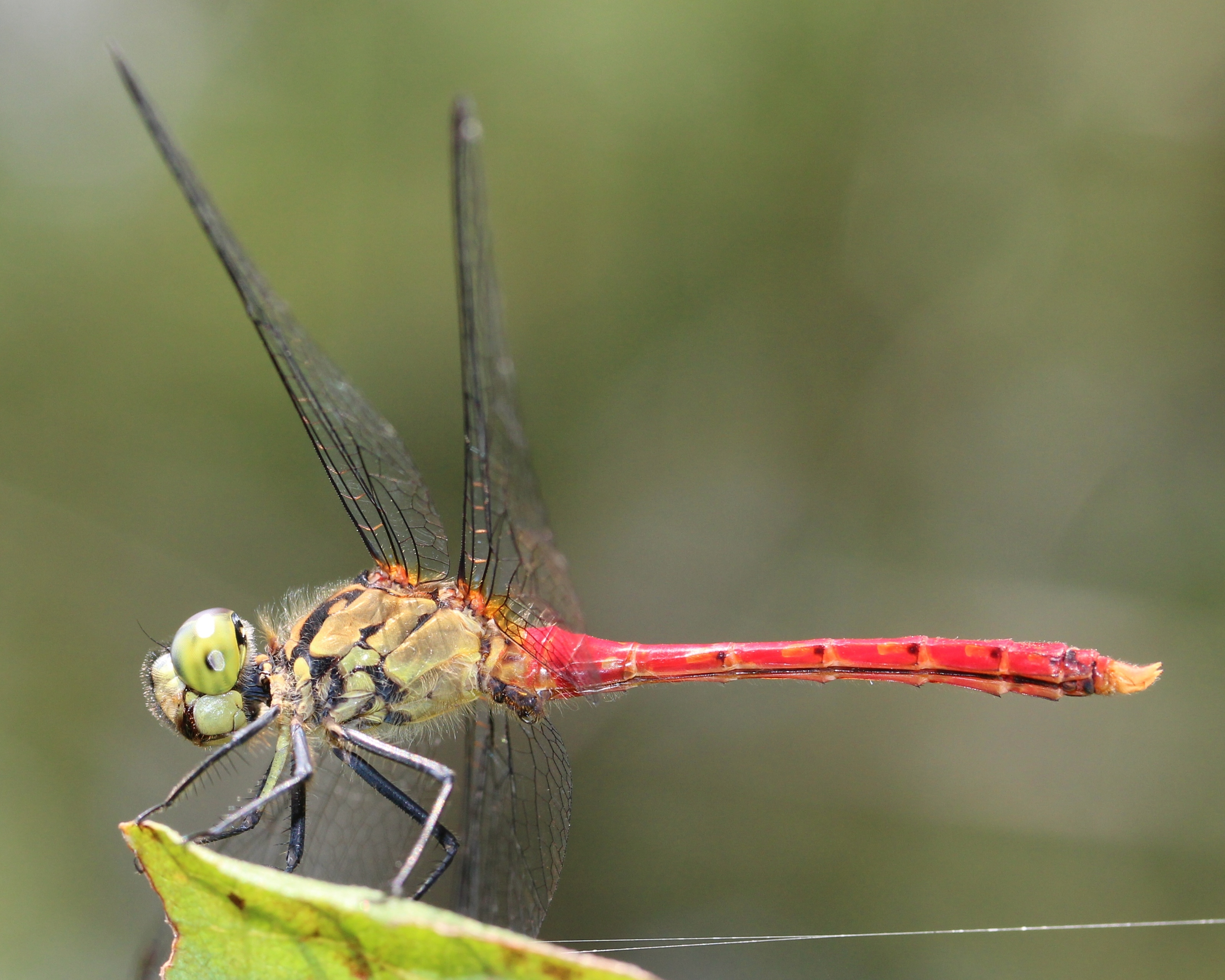
成熟したオス
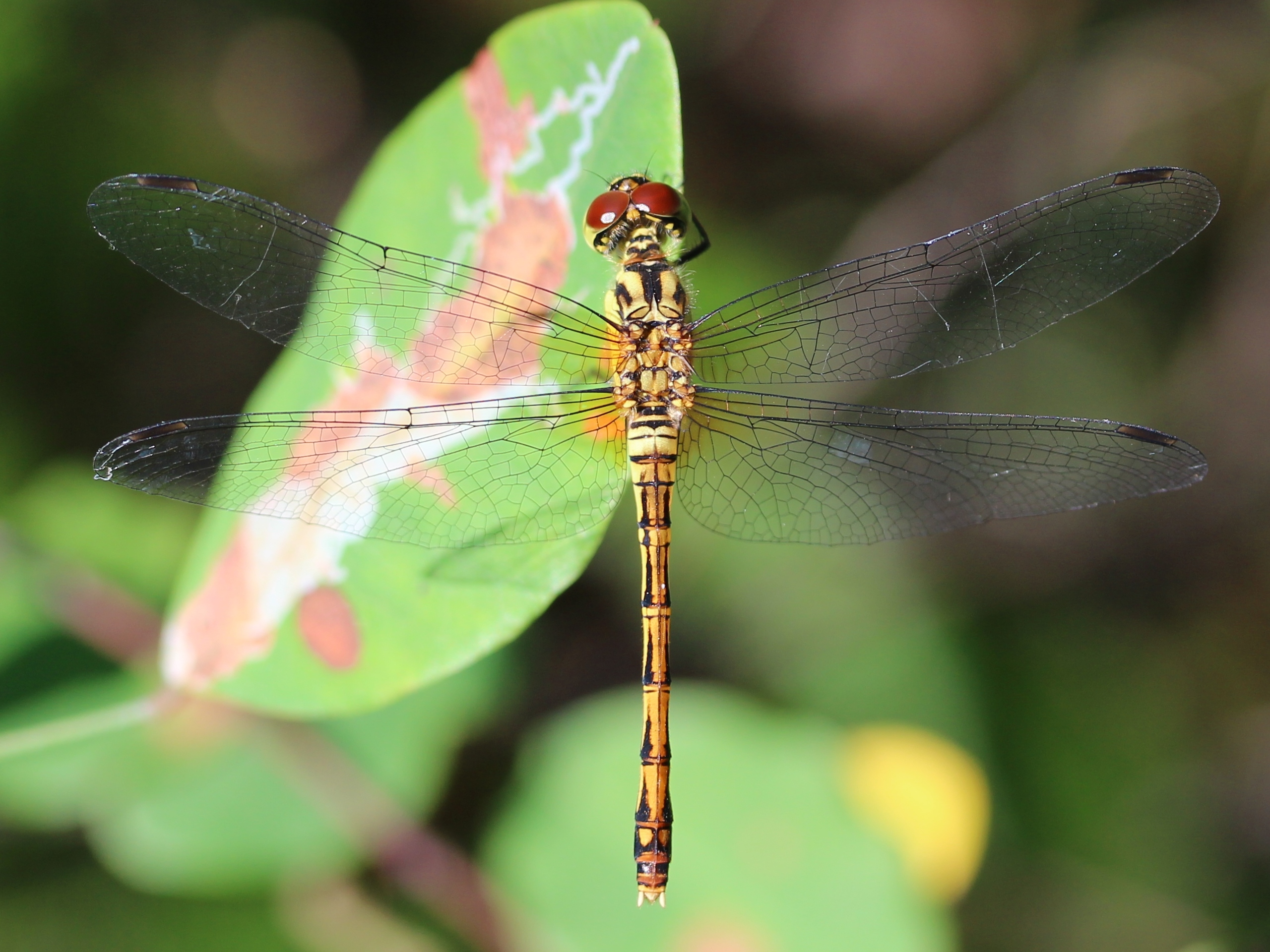
メス（翅の先端に褐色の斑紋がないタイプ）
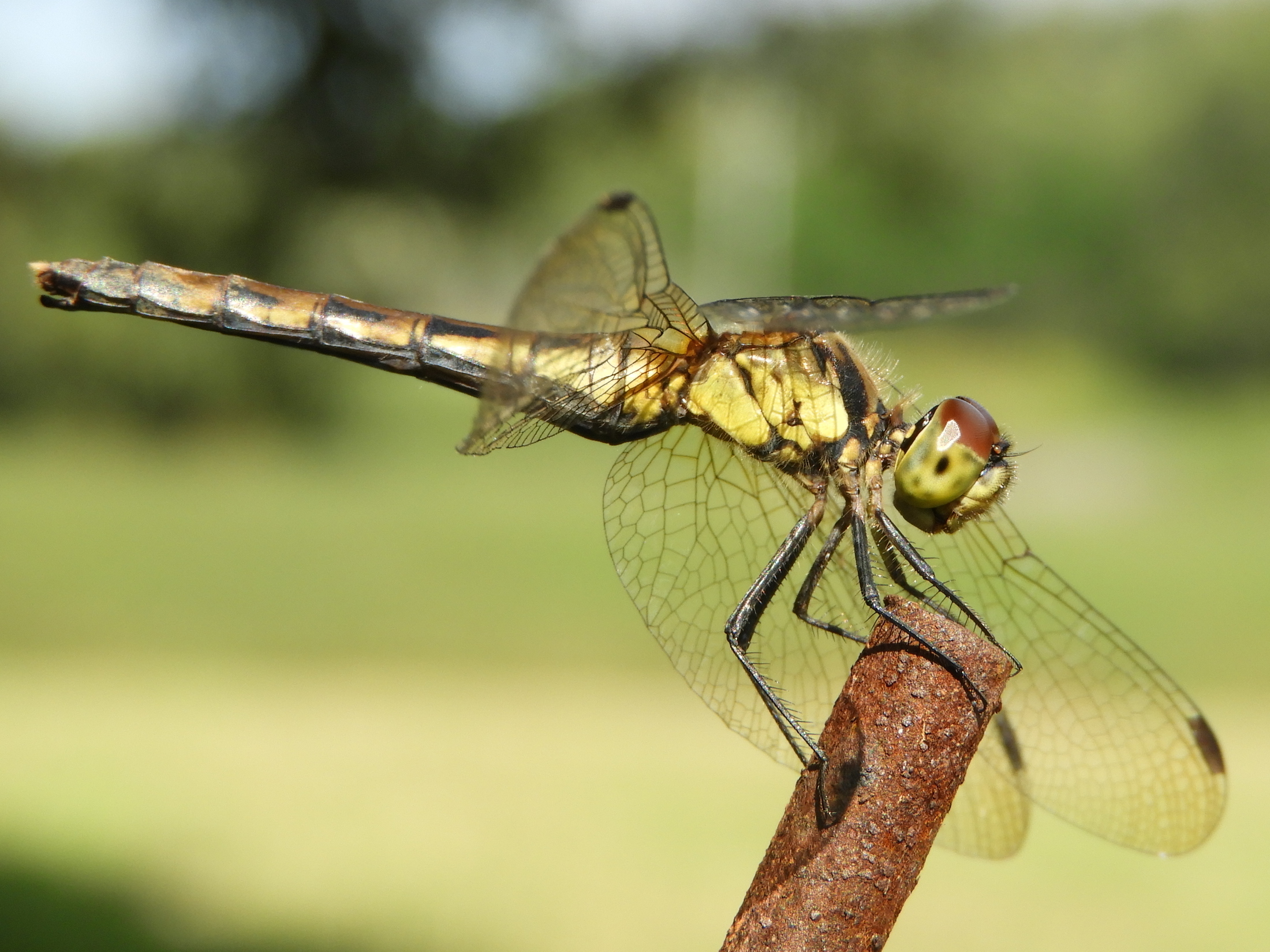
成熟したメス

幼虫は全長約15mm で、典型的な赤とんぼ型のヤゴでミヤマアカネに似る。腹部第8節の側棘の長さは第9節の末端に達しない。背棘は第4-8節にある。

## 生態

### 生息環境
平地から低山地にかけての池沼、水田、湿地などに生息し、周囲に木立のあるようなやや薄暗い環境を好む。河川敷、用水路などでも見られる。

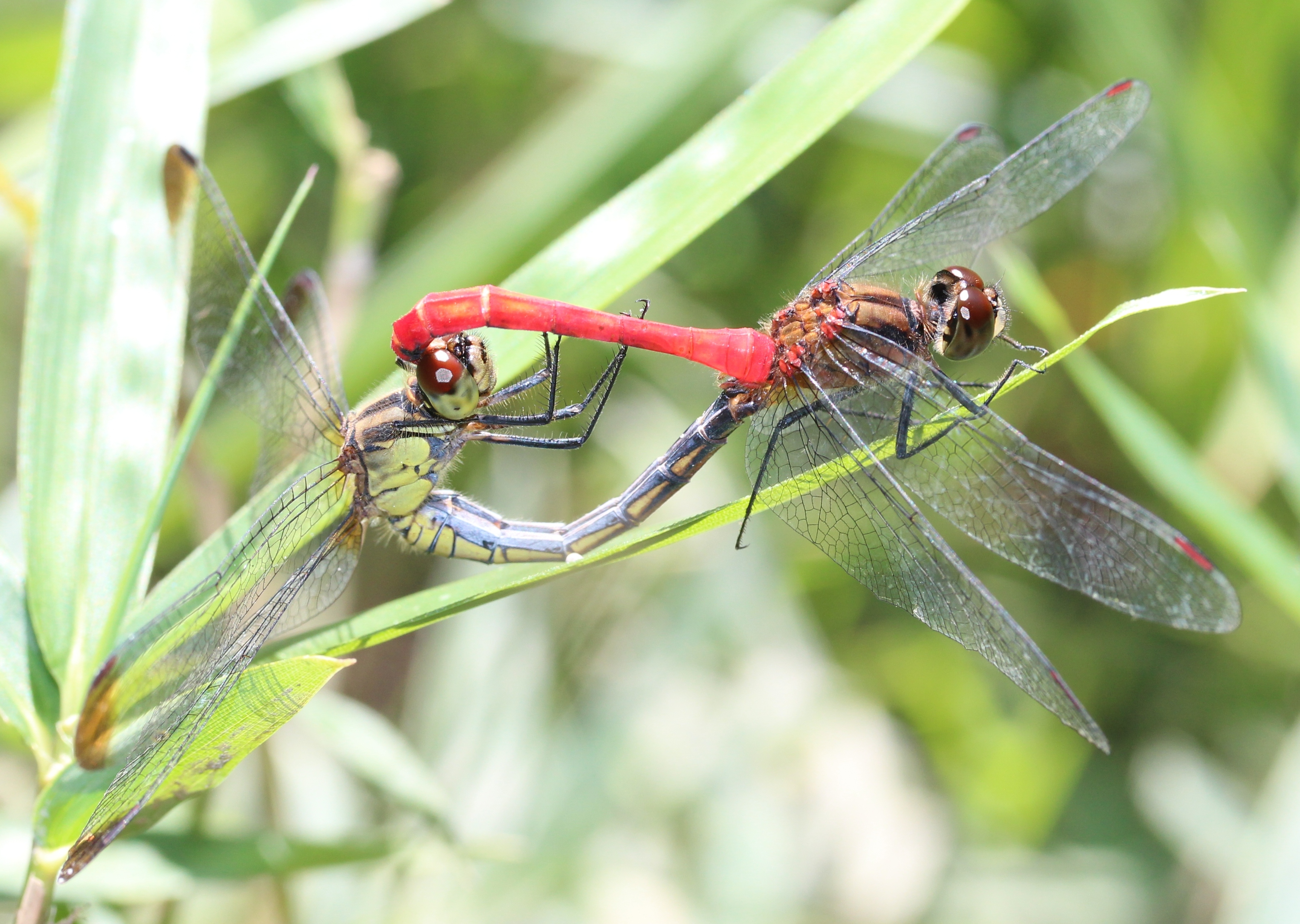
交尾中のマユタテアカネ

### 生活史
1年1世代で卵期間は半年程度。幼虫は4月下旬から8月中旬ごろに出現する。成虫は6月下旬頃から出現し、遅いところでは12月下旬頃まで見られる。卵で越冬する。成熟したオスは水辺に静止して縄張りを持ち、周囲を巡回しながら飛翔する。オスはメスを見つけると捕まえて連結し、周囲の植物や地面に止まり、交尾を行う。産卵は連結打水産卵または連結打泥産卵で、メスが単独で行うこともある。

### 雑種
局所的に生息する近縁種との異種間交尾の結果種間雑種が確認されている。本種のオスは他のアカネ属（コノシメトンボ（富山県）、ヒメアカネ、マイコアカネ（富山県）、ミヤマアカネ）との異種間交尾が見られることがある。

## 種の保全状況評価
国際自然保護連合（IUCN）により、レッドリストの軽度懸念（LC）の指定を受けている。個体数は安定傾向にある。
日本では以下の都道府県でレッドリストの指定を受けている。関東地方では個体数が減少している。
- 要注目種 - 神奈川県
- 分布特性上重要 - 鹿児島県